# Дон Бенито
Дон Бенито (шп. Don Benito) град је у Шпанији у аутономној заједници Екстремадура у покрајини Бадахоз. Према процени из 2017. у граду је живело 36 975 становника.

## Становништво
Према процени, у граду је 2017. живело 36 975 становника.
| 2017.  |
| ------ |
| 36.975 |